# David Lambert (színművész)
David Lambert (Baton Rouge, Louisiana, 1993. november 29. –) amerikai színész.
Legismertebb szerepe Jason Landers a Disney XD és a Disney Channel Aaron Stone című sorozatában. A The Fosters című sorozatban is szerepelt.

## Fiatalkora
David Lambert Louisianai Baton Rouge-ben született. Félig Puerto Ricó-i. Texasban, Angliában és  Tajvanon is élt, de Georgiában lakott a legtöbbet. Játszik trombitán és elektromos gitározni tanul. 3 éves kora óta színházban játszik. Színházi előadásai közé tartozik a Narnia krónikái – Az oroszlán, a boszorkány és a ruhásszekrény, ahol Mr. Tumnus szerepében játszott, a polgármester urat játszotta a Seussicalban, Carisfordot a Little Princessben és Phaót A dzsungel könyvében. Egy epizódban játszotta J.J.-t a  Psych – Dilis detektívekben.

## Pályafutása
Lambertet egy próbán fedezték fel. Miután megcsinálta a monológját, megkérték, hogy csináljon valami mást is. Előadta a Pledge of Allegiance-et (eskütétel a zászlóra és az alkotmányra), és ez bevált. Georgiában tartózkodott, amikor felhívták és megkérték, hogy csomagoljon és induljon Kanadába, ahol az Aaron Stone-t forgatták. 2009 és 2010 között játszotta Jason Landerst, Charlie Landers testvérét az Aaron Stone-bán. Goose-t játszotta a Bátyám, a főcserkészlány című filmben. 2013-ban szerepelt a The Lifeguard című filmben. 2013 és 2018 között a The Fosters című sorozatban szerepelt.

## Magánélete
Ír, angol, német, francia és Puerto Ricó-i származású. Édesanyja kijelentette, hogy tévesen szerepel több webhelyen a fia születési éve, nem 1992-ben, hanem 1993-ban született.

## Filmográfia

### Film
| Év   | Magyar cím               | Eredeti cím                | Szerep                | Megjegyzések |
| ---- | ------------------------ | -------------------------- | --------------------- | ------------ |
| 2010 | Bátyám, a főcserkészlány | Den Brother                | Danny "Goose" Gustavo | tévéfilm     |
| 2012 |                          | A Smile as Big as the Moon | Steve                 | tévéfilm     |
| 2013 | Életmentő                | The Lifeguard              | Jason                 |              |

### Televíziós sorozat
| Év         | Magyar cím                              | Eredeti cím    | Szerep         | Megjegyzések                                   |
| ---------- | --------------------------------------- | -------------- | -------------- | ---------------------------------------------- |
| 2007       |                                         | House of Payne | Jalen          | 1 epizód                                       |
| 2008       | Psych – Dilis detektívek                | Psych          | JJ             | 1 epizód                                       |
| 2009- 2010 | Aaron Stone                             | Aaron Stone    | Jason Landers  | - főszereplő - magyar hangja: - Szalay Csongor |
| 2010       | Pótfater                                | Sons of Tucson | Quan           | 1 epizód                                       |
| 2012       |                                         | Longmire       | Jake Lennox    | 1 epizód                                       |
| 2013- 2018 |                                         | The Fosters    | Brandon Foster | főszereplő                                     |
| 2019- 2021 |                                         | Good Trouble   | Brandon Foster | 4 epizód                                       |
| 2021       | Bírónő, kérem!                          | All Rise       | Tyler Wright   | 1 epizód                                       |
| 2022       | New Amsterdam – Vészhelyzet New Yorkban | New Amsterdam  | Mr. Tucker     | 1 epizód                                       |

## Fordítás
- Ez a szócikk részben vagy egészben  a   David Lambert (actor) című angol Wikipédia-szócikk fordításán alapul.  Az eredeti cikk szerkesztőit annak laptörténete sorolja fel. Ez a jelzés csupán a megfogalmazás eredetét és a szerzői jogokat jelzi, nem szolgál a cikkben szereplő információk forrásmegjelöléseként.